# 2463 Sterpin
2463 Sterpin eller 1934 FF är en asteroid i huvudbältet som  upptäcktes 10 mars 1934 av den belgisk-amerikanske astronomen George Van Biesbroeck vid Yerkesobservatoriet i Williams Bay, Wisconsin. Den har den fått namn efter Julia Sterpin Van Biesbroeck.
Asteroiden har en diameter på ungefär 11 kilometer och den tillhör asteroidgruppen Eunomia.